# Iyatik Corona
Iyatik Corona est une corona, formation géologique en forme de couronne, située sur la planète Vénus par -16,5° S et 347,5° E. Elle est localisée dans le quadrangle de Carson. Elle a été nommée en référence à Iyatik, mère du grain, Keresan Pueblo (Nouveau Mexique). 

## Géographie et géologie
Iyatik Corona couvre une surface circulaire d'environ 200 km de diamètre. 